# Adelencyrtus flagellatus
Adelencyrtus flagellatus is een vliesvleugelig insect uit de familie Encyrtidae. De wetenschappelijke naam is voor het eerst geldig gepubliceerd in 1961 door Compere & Annecke.